# Bellesa prohibida
 Bellesa prohibida (títol original en anglès: Stage Beauty) és una pel·lícula dirigida per Richard Eyre i estrenada el 2004. Ha estat doblada al català.

## Argument
El 1660, Edward "Ned" Kynaston és considerat com un dels principals actors de la seva època, ha fet dels papers femenins una especialitat. En aquella època, el teatre era prohibit a les dones. Empès per la seva amant, el rei Carles II decideix autoritzar l'escenari a les dones. Maria, el guarda-roba d'actors de Ned Kynaston, que està secretament enamorat d'ell, decideix pujar a les taules, cosa que no és en absolut de gust de Kynaston.

## Repartiment
- Billy Crudup: Ned Kynaston
- Claire Danes: Maria/Margaret Hughes
- Rupert Everett: Carles II d'Anglaterra i d'Escòcia
- Tom Wilkinson: Thomas Betterton
- Zoe Tapper: Nell Gwynne
- Richard Griffiths: Sir Charles Sedley
- Hugh Bonneville: Samuel Pepys
- Ben Chaplin: George Villiers, el Duc de Buckingham
- Edward Fox: Edward Hyde, el Comte de Clarendon
- Alice Eve: Miss Frayne

## Rebuda de la crítica
- "Una brillant invitació al teatre britànic i a l'etern gaudi de Shakespeare"[3]
- "Un film picant i enginyós"[4]